# Campioni, il sogno
Campioni, il sogno, o semplicemente Campioni, è stato un reality show ambientato nel mondo del calcio, in onda su Italia 1 per due edizioni, tra il 2004 e il 2006. La trasmissione era incentrata sulla squadra ravennate del Cervia.

## Il programma
L'obiettivo del reality era quello di seguire la vita sportiva e privata di una squadra di calcio, scelta attraverso delle selezioni. Il pubblico a casa, attraverso il televoto, sceglieva tre giocatori che l'allenatore della squadra doveva mandare in campo per almeno un tempo, salvo infortuni. I vincitori del programma ottenevano il diritto di partecipare al ritiro pre-campionato di Juventus, Inter e Milan.
La squadra oggetto del reality è stata il Cervia, che militava nel campionato di Eccellenza; al termine della prima edizione del programma, il club fu promosso, dopo quasi 35 anni, in Serie D. L'allenatore era il campione del mondo Ciccio Graziani, mentre il direttore sportivo era Giancarlo Magrini. Dopo una partenza con ascolti deludenti, il programma ottenne un buon successo di pubblico, anche grazie alle clip della Gialappa's Band all'interno del programma sportivo satirico televisivo Mai dire Lunedì (in particolare raggiunsero notevole popolarità quelle in cui l'allenatore Graziani s'arrabbiava con i propri giocatori).
Il reality venne rinnovato per una seconda stagione, che ebbe però minor successo.

## Edizioni
| Edizione | Rete televisiva | Conduzione      | Periodo           | Periodo        | Vincitori                                                                         |
| Edizione | Rete televisiva | Conduzione      | Inizio            | Fine           | Vincitori                                                                         |
| -------- | --------------- | --------------- | ----------------- | -------------- | --------------------------------------------------------------------------------- |
| 1ª       | Italia 1        | Ilaria D'Amico  | 6 settembre 2004  | 20 maggio 2005 | Christian Arrieta (Inter), Lorenzo Spagnoli (Juventus), Fabio Borriello (Milan)   |
| 2ª       | Italia 1        | Daniele Bossari | 12 settembre 2005 | 26 maggio 2006 | Emanuele Rocca (Milan), Francesco Calanchi (Juventus), Francesco Montella (Inter) |

### Prima edizione (2004-2005)
La prima edizione, andata in onda dal 6 settembre 2004 al 20 maggio 2005, è stata condotta da Ilaria D'Amico con la partecipazione di Davide De Zan; i telecronisti delle partite erano Valter De Maggio, Marco Cattaneo e Beppe Dossena, l'inviata da bordocampo era Sara Ventura.
In questa edizione il Cervia militava nel campionato di Eccellenza e alla fine di questa edizione si classificò al primo posto, ottenendo la promozione in Serie D. 
I vincitori del programma furono: Cristian Arrieta, che si aggregò all'Inter, Lorenzo Spagnoli, che si aggregò alla Juventus, e Fabio Borriello, che si aggregò al Milan.
La rosa definitiva dei calciatori era costituita da:
| N. |                                 | Ruolo | Calciatore                        |
| -- | ------------------------------- | ----- | --------------------------------- |
| 1  | Italia (bandiera)               | P     | Davide Bertaccini                 |
| 2  | Italia (bandiera)               | C     | Daniele Rossi                     |
| 5  | Italia (bandiera)               | D     | Gianluca Ricci (capitano)         |
| 6  | Italia (bandiera)               | D     | Mattia Missiroli                  |
| 7  | Italia (bandiera)               | C     | Fabio Maffini                     |
| 8  | Italia (bandiera)               | C     | Lorenzo Spagnoli                  |
| 9  | Italia (bandiera)               | A     | Oscar Di Matteo                   |
| 10 | Italia (bandiera)               | C     | Claudio Moschino                  |
| 11 | Italia (bandiera)               | A     | Cristian Giuffrida                |
| 12 | Italia (bandiera)               | P     | Giacomo D'Innocenzo               |
| 13 | Italia (bandiera)               | A     | Emanuele Morelli                  |
| 14 | Italia (bandiera)               | C     | Matteo Domeniconi (vice capitano) |
| 15 | Bosnia ed Erzegovina (bandiera) | D     | Zoran Ljubisic                    |

| N. |                           | Ruolo | Calciatore                 |
| -- | ------------------------- | ----- | -------------------------- |
| 16 | Italia (bandiera)         | D     | Fabio Borriello            |
| 17 | Italia (bandiera)         | A     | Matteo Bondi               |
| 18 | Italia (bandiera)         | D     | Francesco Gullo            |
| 19 | Costa d'Avorio (bandiera) | D     | Ibrahiman Scandroglio      |
| 20 | Italia (bandiera)         | C     | Gianfranco Apicerni        |
| 21 | Italia (bandiera)         | A     | Giacomo Gualtieri          |
| 22 | Italia (bandiera)         | C     | Ciro Olivieri              |
| 23 | Italia (bandiera)         | A     | Giorgio Alfieri            |
| 25 | Italia (bandiera)         | D     | Manuel Paesani             |
| 26 | Stati Uniti (bandiera)    | D     | Cristian Arrieta           |
| 28 | Brasile (bandiera)        | C     | Mario Bordignon            |
| 30 | Italia (bandiera)         | C     | Diego Armando Maradona Jr. |
| 49 | Italia (bandiera)         | C     | Marco Pepe                 |

La rosa del Cervia all'inizio della stagione 2004-2005

I giocatori ritiratisi dal programma o esclusi furono:
| N. |                    | Ruolo | Calciatore              |
| -- | ------------------ | ----- | ----------------------- |
| 3  | Italia (bandiera)  | C     | Tommaso Cataldo         |
| 4  | Italia (bandiera)  | D     | Davide Marangon         |
| 12 | Italia (bandiera)  | P     | Simone Debbia           |
| 24 | Brasile (bandiera) | C     | Leandro Bruno Jefferson |
| 27 | Italia (bandiera)  | C     | Federico Maggini        |

### Seconda edizione (2005-2006)
La seconda edizione, andata in onda dal 12 settembre 2005 al 26 maggio 2006, è stata condotta da Daniele Bossari, che però durante l'edizione lasciò la trasmissione a causa del ridimensionamento della stessa. I telecronisti delle partite erano Valter De Maggio e Carolina Morace.
In questa edizione furono riconfermati in rosa il portiere Davide Bertaccini, i centrocampisti Claudio Moschino e Daniele Rossi e l'attaccante Giorgio Alfieri e, in un secondo momento, anche il centrocampista Mario Bordignon e l'attaccante Christian Giuffrida. Ai 24 componenti iniziali della rosa fu aggregata anche una cosiddetta promessa: Dario Sibio, classe 1985, di ruolo attaccante.
In questa seconda edizione il Cervia, chiamato "Vodafone Cervia" (più correttamente "Cervia Vodafone", secondo quanto risultava dai documenti federali) per ragioni di sponsorizzazione, militava nel campionato di Serie D. Il club concluse la stagione al quarto posto, ottenendo la possibilità di disputare i play-off, dove però venne eliminato dal Salò. 
I vincitori del programma furono: Francesco Montella, che si aggregò all'Inter, Francesco Calanchi, che si aggregò alla Juventus, ed Emanuele Rocca, che si aggregò al Milan. Un premio speciale fu dato a Davide Bertaccini, che si aggregò ai nerazzurri.
La rosa dei calciatori era costituita da:
| N. |                   | Ruolo | Calciatore                   |
| -- | ----------------- | ----- | ---------------------------- |
| 1  | Italia (bandiera) | P     | Davide Bertaccini (capitano) |
| 2  | Italia (bandiera) | D     | Rosario Patanè               |
| 3  | Italia (bandiera) | D     | Antonio De Miglio            |
| 4  | Italia (bandiera) | C     | Mauro Burelli                |
| 5  | Italia (bandiera) | D     | Luca Suprani (vice capitano) |
| 7  | Italia (bandiera) | C     | Daniele Rossi                |
| 8  | Italia (bandiera) | C     | Giovanni Conversano          |
| 9  | Italia (bandiera) | A     | Ivan Salzano                 |
| 10 | Italia (bandiera) | C     | Claudio Moschino             |
| 11 | Italia (bandiera) | C     | Manuel Pierleoni             |
| 12 | Italia (bandiera) | P     | Giuseppe Santoro             |
| 13 | Italia (bandiera) | C     | Giuseppe Brescia             |
| 16 | Italia (bandiera) | D     | Francesco Montella           |

| N. |                    | Ruolo | Calciatore               |
| -- | ------------------ | ----- | ------------------------ |
| 17 | Italia (bandiera)  | D     | Francesco Calanchi       |
| 20 | Italia (bandiera)  | C     | Francesco Paolo Chiaiese |
| 21 | Italia (bandiera)  | D     | Emanuele Rocca           |
| 22 | Italia (bandiera)  | A     | Sossio Aruta             |
| 23 | Italia (bandiera)  | A     | Giorgio Alfieri          |
| 25 | Brasile (bandiera) | A     | Rafael Severo Refatti    |
| 26 | Italia (bandiera)  | A     | Christian Giuffrida      |
| 27 | Italia (bandiera)  | C     | Mauro Colombo            |
| 28 | Brasile (bandiera) | C     | Mario Bordignon          |
| 29 | Italia (bandiera)  | D     | Michele Russo            |
| 30 | Cuba (bandiera)    | C     | David Rodriguez          |
| 31 | Italia (bandiera)  | D     | Nicola Lampugnani        |
| 32 | Italia (bandiera)  | D     | Nicol Guerra             |

I giocatori ritiratisi dal programma o esclusi furono:
| N. |                   | Ruolo | Calciatore         |
| -- | ----------------- | ----- | ------------------ |
| 6  | Italia (bandiera) | D     | Pasquale Esposito  |
| 14 | Italia (bandiera) | A     | Jacopo Camilli     |
| 15 | Italia (bandiera) | D     | Valerio Di Maria   |
| 18 | Italia (bandiera) | C     | Giovanni Barretta  |
| 19 | Italia (bandiera) | A     | Giuseppe Matarrese |
| 24 | Italia (bandiera) | D     | Daniel Moro        |
| 33 | Italia (bandiera) | P     | Alessandro Rendini |

## Dopo il reality
- Giorgio Alfieri, Giovanni Conversano, Emanuele Morelli, Gianfranco Apicerni e Sossio Aruta hanno preso parte a Uomini e donne rispettivamente nel 2006 (Alfieri), nel 2008 (Conversano e Morelli), nel 2011 (Apicerni) e dal 2015 (Aruta, trono over). Apicerni, inoltre, ha partecipato al programma C'è posta per te in qualità di "postino".
- Sossio Aruta e Giorgio Alfieri nel 2018 hanno partecipato a Temptation Island VIP, rispettivamente come componente di una coppia (Aruta) e come tentatore (Alfieri).
- Sossio Aruta nel 2020 ha partecipato come concorrente alla quarta edizione del Grande Fratello VIP, classificandosi terzo.
- Gilles Rocca, scartato nella prima puntata del reality a causa della sconfitta nella sfida per entrare in rosa con Emanuele Morelli, è diventato attore e nel 2020 ha partecipato alla quindicesima edizione di Ballando con le stelle, risultando vincitore in coppia con Lucrezia Lando; nel 2021 ha preso parte come concorrente alla quindicesima edizione dell'Isola dei famosi e nel 2022 alla dodicesima edizione di Tale e quale show, classificandosi terzo.
- Francesco Gullo per qualche tempo è stato opinionista di Diretta stadio.
- Matteo Bondi ha militato a lungo nel Cervia e ne è divenuto direttore sportivo dopo il ritiro dall'attività agonistica.
- Alessandro Rendini dopo una serie di sfide, viene eliminato dal reality e viene ingaggiato dall'Almas Roma in Eccellenza, dove aveva già militato in passato.

## Sigle
- Campioni nel cuore di Gigi D'Alessio (prima edizione)
- Dinamo di Francesco Facchinetti (seconda edizione)